# Царские врата
Ца́рские врата́ — двустворчатые двери напротив Престола (в алтаре), главные врата иконостаса в православном храме. Царские врата ведут в алтарную часть храма и символизируют собой врата Рая.

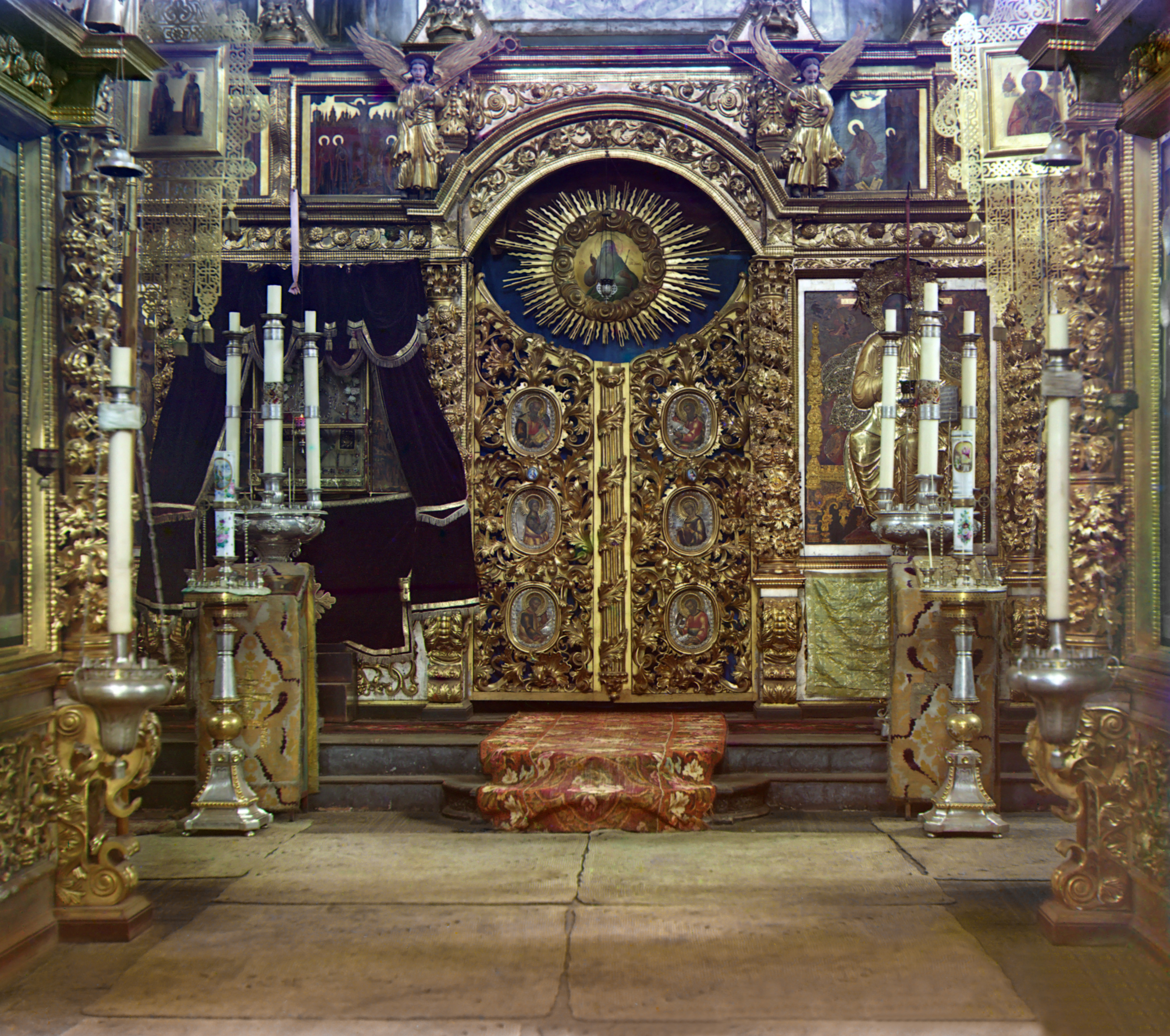
Царские врата ярославской приходской церкви Фёдоровской иконы Божией Матери. Фотография Сергея Прокудина-Горского, 1911 год

## История
В древнехристианских катакомбных храмах алтарь отделялся от остального храма двумя символическими колоннами либо особой преградой. После великого раскола (1054) алтарная преграда в прежнем виде частично сохранилась на Западе (но гораздо чаще имеет вид низкого бордюра, перед которым на коленях принимают причастие, или вообще отсутствует), а в православной церкви развилась в иконостас, створки которого стали Царскими (Святыми) вратами (греч. Ωραία Πύλη).

## Иконы на Царских вратах

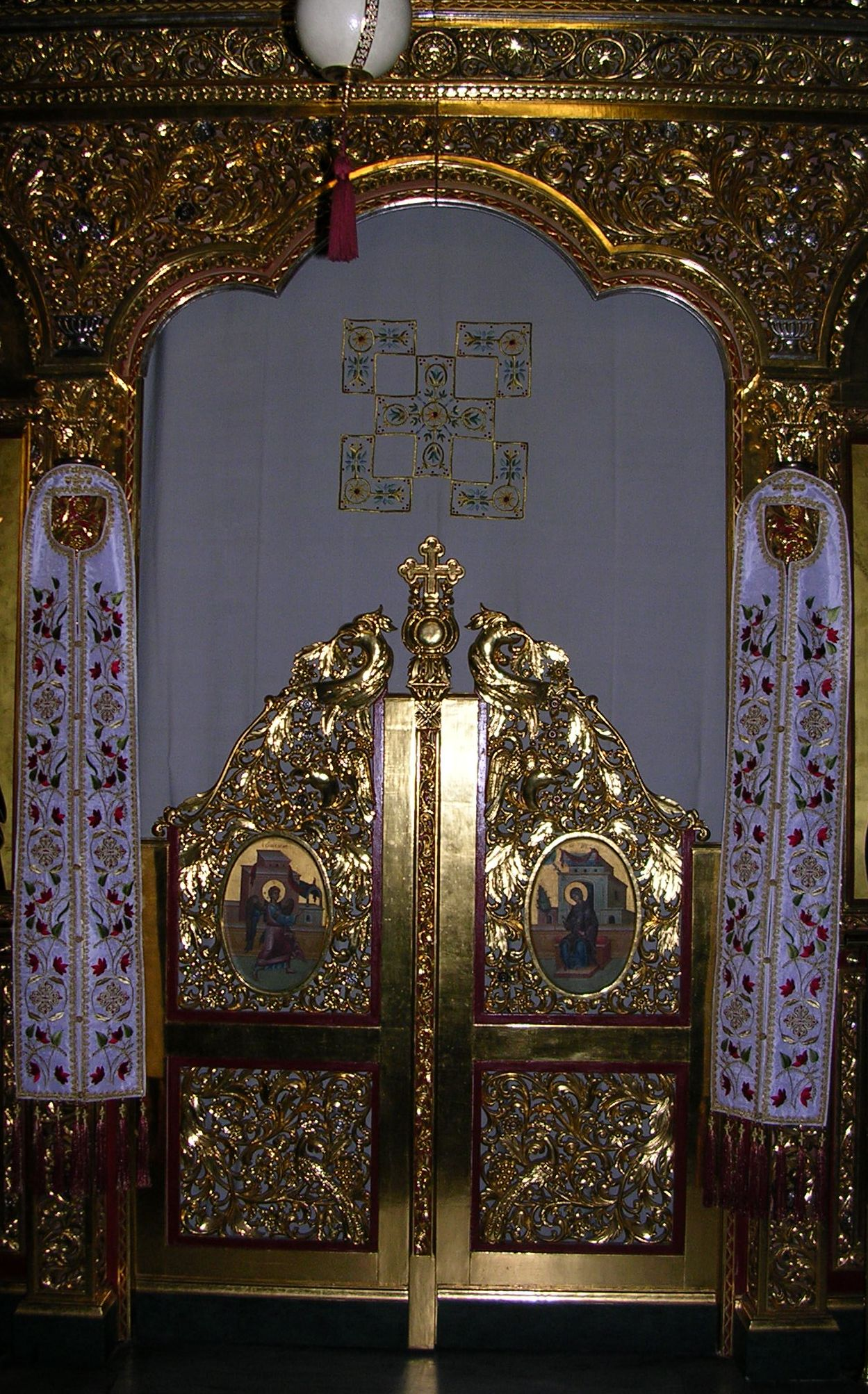
Царские врата первоначального типа в форме низких створок в греческом храме (Салоники)

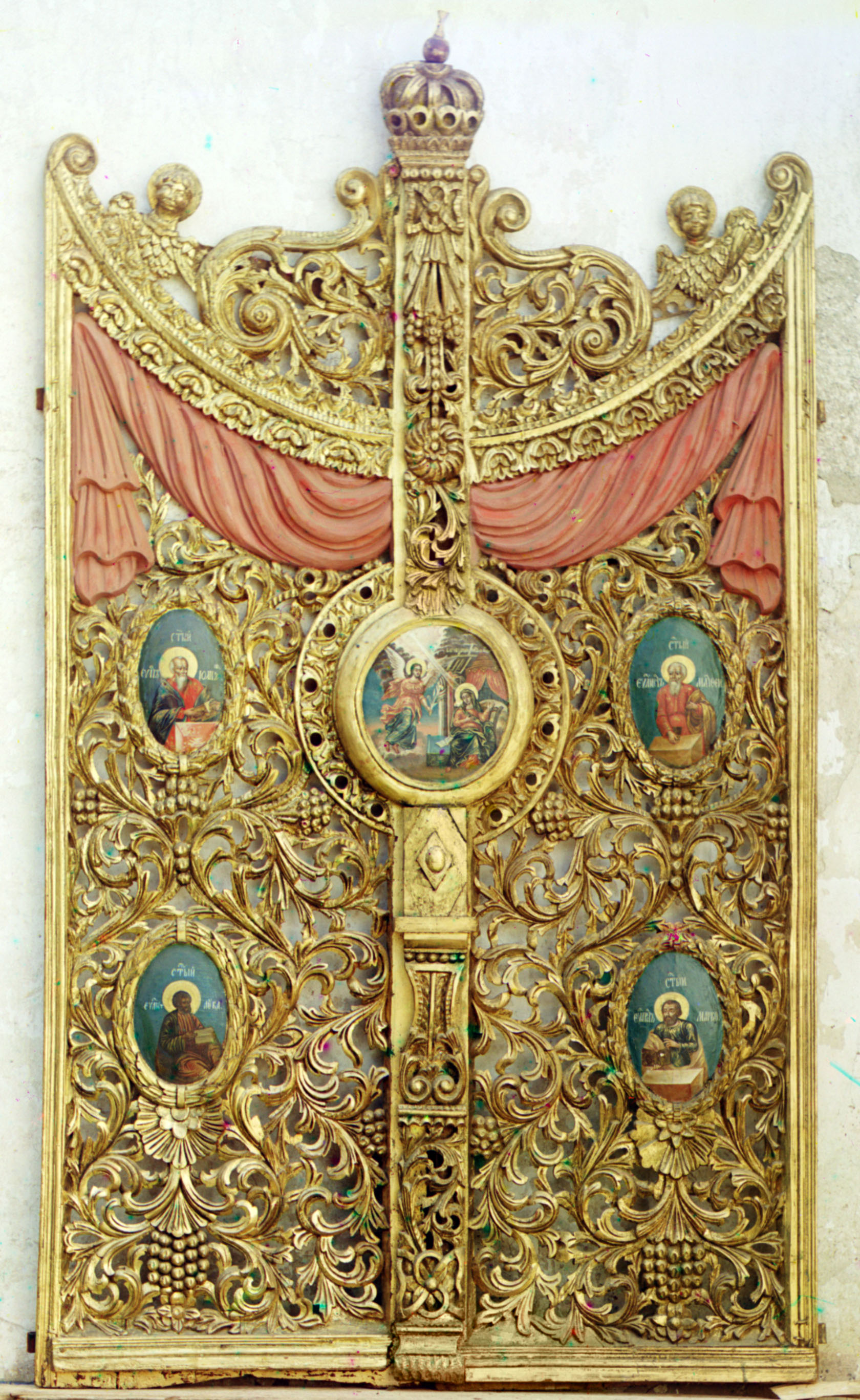
Царские врата первой половины XVIII века (муз. опись № 4766) в Ростовском музее-заповеднике. Ростов Великий. Фото Сергея Прокудина-Горского, 1911 год

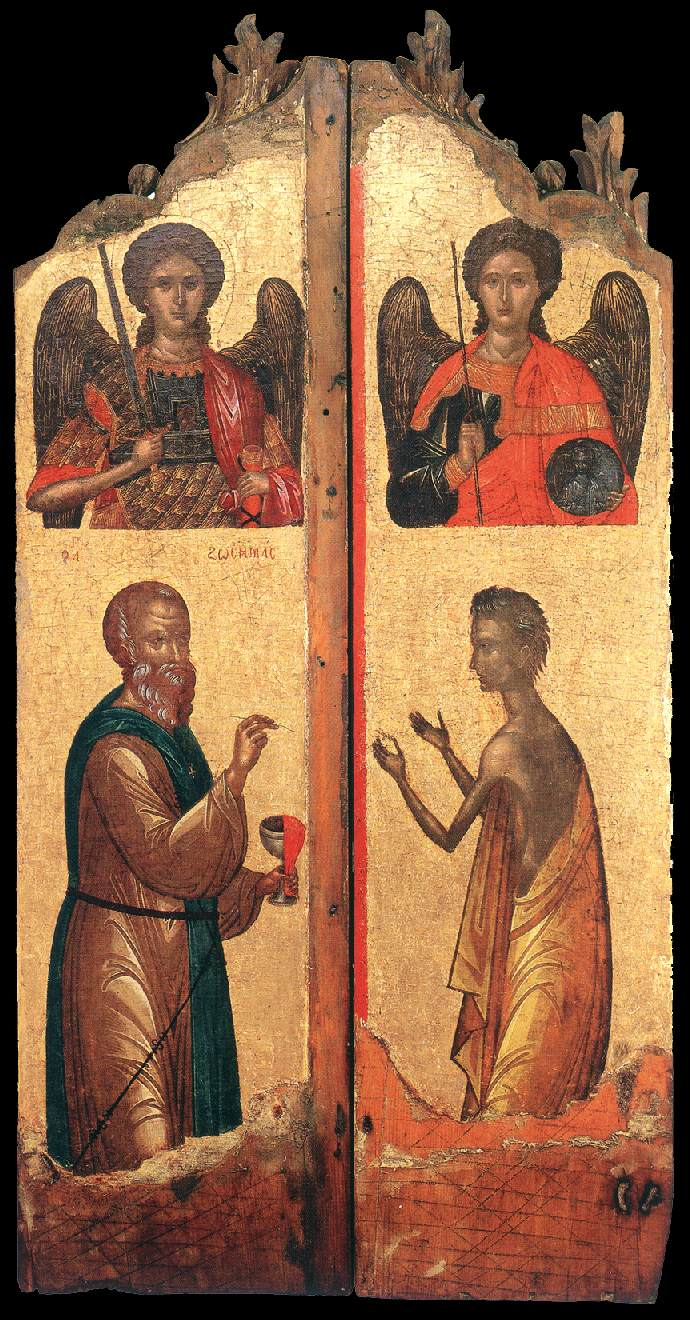
Крит, вторая половина XV века. На створках изображены архангелы Гавриил и Михаил и иеромонах Зосима, причащающий преподобную Марию Египетскую

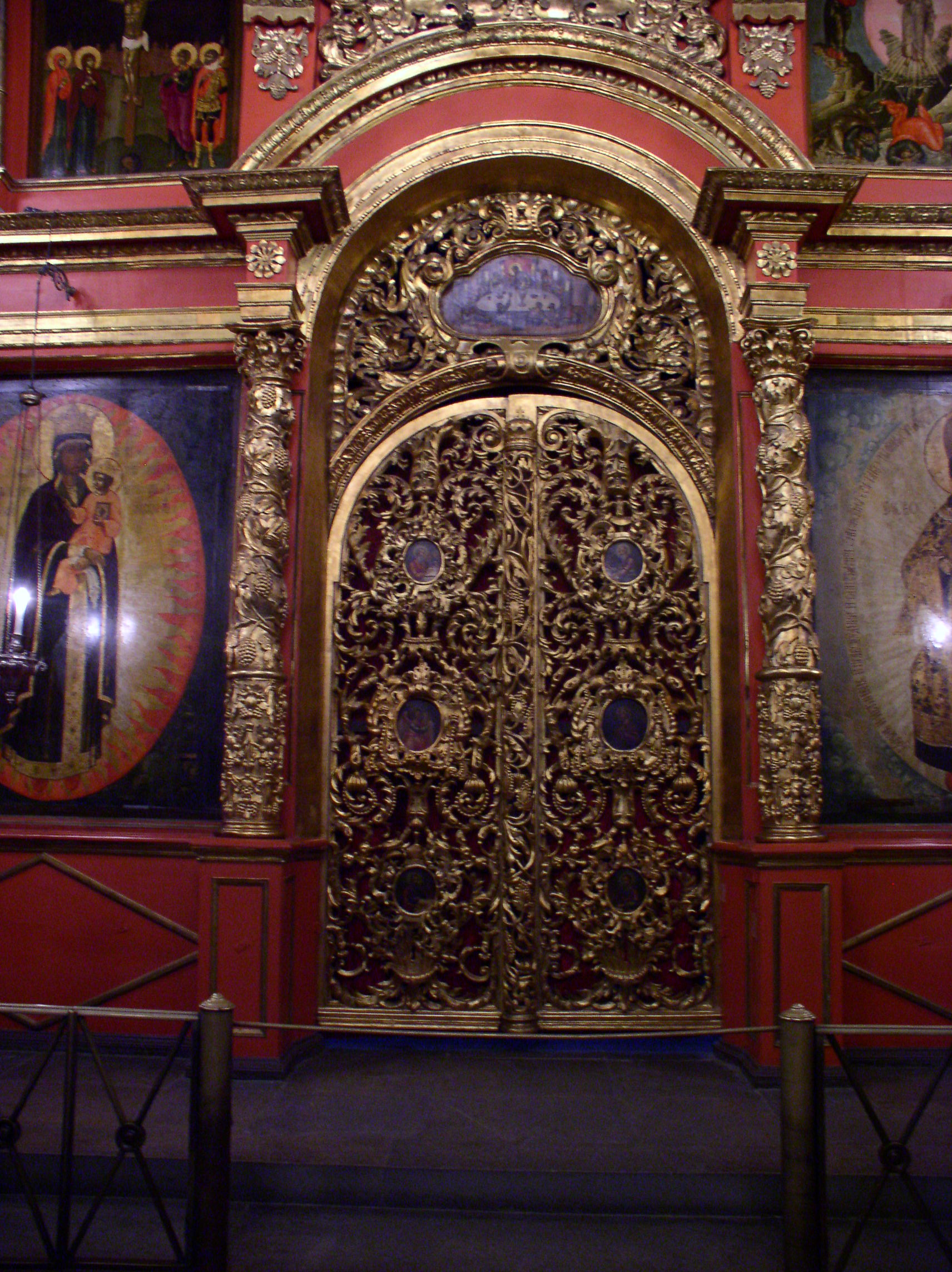
Царские врата Архангельского собора Московского Кремля

Как правило, на вратах изображены четыре евангелиста (в знак того, что с радостной вести о воплощении Христа и через приобщение к Евангельской проповеди человеку открываются двери спасения) и Благовещение как символ того, что через Боговоплощение врата Рая, запертые после грехопадения человека, снова стали открыты для людей. Реже встречаются другие сюжеты; на низких створках может не быть никаких изображений В русской традиции слева от Царских врат размещается образ Богородицы, а справа — Христа (в других поместных церквах этому правилу могут следовать не строго). Второй по правую сторону Царских врат обычно помещается икона праздника или святого, в честь которого освящён храм.
В Византии, а позднее в Древней Руси на Царских вратах помещали ростовые изображения ветхозаветного пророка Моисея, устроившего Скинию для совершения жертвоприношения, и первого священника Иерусалимского храма Аарона в богослужебных одеждах, а также фигуры святителей Иоанна Златоуста и Василия Великого.

## Значение в богослужении
Славянское название «Царские врата» (в греческой традиции называются греч. ἡ Ὡραία  Πύλη — «прекрасные врата») обычно объясняют тем, что через них Царь Славы Господь Иисус Христос во Святых Дарах выходит во время причащения мирян. Исторически же, оно наследует византийское название центрального входа из притвора в храм, перенесённое на центральный вход в алтарь (в русской традиции — «красные врата»).
В процессе развития богослужения Царские врата приобрели символическое значение. На великой вечерне в составе всенощного бдения при открытии Царских врат зажигается свет в храме для молящихся, что символизирует открытие врат Рая и наполнение всех Райским светом.
В некоторых храмах существует практика, когда во время богослужения иерей или диакон отверзает Царские врата, прихожане совершают поясной поклон. И проходя мимо врат, верующие обычно делают крестное знамение и поклон. Во время архиерейского богослужения Царские врата благословляется отверзать и затворять иподиаконам и даже пономарям (мирянам, допущенным в алтарь), хотя при этом им дозволяется стоять только сбоку, а не перед Престолом.
В особые моменты богослужения через Царские врата торжественно входят (или выходят) священнослужители. Во всех остальных случаях вход в алтарь и выход из него осуществляется только через северную или южную дверь иконостаса (т. н. диаконские двери). Вне богослужения и без полного облачения входить в алтарь и выходить из него через Царские врата имеет право только архиерей.
Внутри алтаря за Царскими вратами находится специальная завеса — катапетасма, открываемая полностью или частично в установленные уставом моменты богослужения.
Во время Светлой (Пасхальной) седмицы Царские врата не затворяются целую неделю.